# Andrew Funk
Andrew David Funk (Warrington, Pensilvania, 21 de septiembre de 1999) es un baloncestista estadounidense que pertenece a la plantilla de los Grand Rapids Gold de la G League. Con 1,96 metros de estatura, juega en la posición de escolta.

## Trayectoria deportiva

### Universidad
Jugó cuatro temporadas con los Bison de la Universidad Bucknell, en las que promedió 11,2 puntos, 3,1 rebotes y 1,8 asistencias por partido. En su última temporada fue incluido en el segundo mejor quinteto de la Patriot League.
El 14 de abril de 2022 fue transferido a los Nittany Lions de la Universidad Estatal de Pensilvania para una quinta temporada universitaria, en la que acabó promediando 12,5 puntos, 3,0 rebotes y 1,0 asistencias por encuentro.

### Profesional
Tras no ser elegido en el Draft de la NBA de 2023, se unió a los Denver Nuggets para la Liga de Verano de la NBA. El 18 de julio de 2023 acabó firmando con la franquicia, pero fue despedido el 13 de octubre. El 30 de octubre se incorporó al Grand Rapids Gold, filial de los Nuggets en la G League. En 24 partidos con los Gold, Funk promedió 13,4 puntos, 3,4 rebotes y 3,5 asistencias por partido.
El 25 de febrero de 2024 firmó un contrato dual con los Chicago Bulls y su filial en la G League, los Windy City Bulls.
El 8 de octubre de 2024 firmó contrato con los Denver Nuggets, pero fue despedido ocho días más tarde. El 28 de octubre regresó a los Grand Rapids Gold.

## Estadísticas de su carrera en la NBA

### Temporada regular
| Año     | Equipo  | PJ | PT | MPP | %TC  | %3P  | %TL  | RPP | APP | ROB | TPP | PPP |
| ------- | ------- | -- | -- | --- | ---- | ---- | ---- | --- | --- | --- | --- | --- |
| 2023-24 | Chicago | 5  | 0  | 2.6 | .000 | .000 | .000 | .0  | ..  | .2  | .2  | .0  |
| Total   | Total   | 5  | 0  | 2.6 | .000 | .000 | .000 | .0  | ..  | .2  | .2  | .0  |